# Майкл Фанкатт
Майкл Фанкатт (англ. Michael Fancutt; нар. 20 лютого 1961) — колишній австралійський тенісист.
Найвищу одиночну позицію світового рейтингу — 361 місце досяг 4 січня 1982, парну — 36 місце — 30 липня 1984 року.
Здобув 1 парний титул.
Найвищим досягненням на турнірах Великого шолома були півфінали в парному розряді.

## Фінали за кар'єру

### Парний розряд (1–2)
| Результат | W/L | Дата     | Турнір                | Покриття | Партнер       | Суперники                            | Рахунок       |
| --------- | --- | -------- | --------------------- | -------- | ------------- | ------------------------------------ | ------------- |
| Поразка   | 0–1 | Лип 1984 | Гілверсум, Нідерланди | Ґрунт    | Бродерік Дайк | Андерс Яррід Томаш Шмід              | 4–6, 7–5, 6–7 |
| Поразка   | 0–2 | Сер 1986 | Сен-Венсан, Італія    | Ґрунт    | Бад Кокс      | Лібор Пімек Павел Сложил             | 3–6, 3–6      |
| Перемога  | 1–2 | Сер 1987 | Сен-Венсан, Італія    | Ґрунт    | Бад Кокс      | Массімо Сієрро Алессандро де Мінісіс | 6–3, 6–4      |